# (25296) 1998 WD20
1998 دابليو دي 20 (ويعرف أيضًا باسم (25296) 1998 دابليو دي 20 وفق تسمية الكوكب الصغير) (بالإنجليزية: 1998 WD20)‏ هو كويكب ضمن حزام الكويكبات؛ وترتيبه 25296 من حيث الاكتشاف.
اكتُشف هذا الجُرم الفلكي بواسطة Fumiaki Uto ‏ في 26 نوفمبر 1998.

## وصلات خارجية
- (25296) 1998 WD20 في قاعدة بيانات مختبر الدفع النفاث لأجرام النظام الشمسي الصغيرة

- الاكتشاف · مخطط المدار ·  العناصر المدارية · المعلمات المادية

- (25296) 1998 WD20 على موقع ويكي سكاي: DSS2, SDSS, GALEX, IRAS, Hydrogen α, X-Ray, Astrophoto, Sky Map, Articles and images